# カルバニオン
カルバニオン (英: carbanion) とは、有機化学であらわれる、炭素上に負電荷を有する有機化合物や化学種の総称である。有機合成において、炭素-炭素結合を作るための合成中間体として用いられる。

## 構造
アルキル炭素のカルバニオンは、孤立電子対を頂点の一つとした、sp3 混成型四面体構造をとる。孤立電子対とほかに3個の共有結合を持つことでオクテット則を満たす。
アルケニル炭素のカルバニオンは平面三角形型（sp2 混成型）、アルキニル炭素のカルバニオンは直線型（sp 混成型）をとる。
アリルアニオン、ベンジルアニオン、シクロペンタジエニルアニオンなどは、共鳴により安定化するため、共役系を含んだ平面構造をとる。

## 発生法
- 酸塩基反応による発生法
炭化水素に、充分に強い塩基を作用させればカルバニオンを発生させられる。比較的安定なアリールアニオン、アルキニルアニオンを得る際に有効である。B:塩基のとき、

{\displaystyle {\ce {R3C-H\ + B^- -> R3C^-\ + H-B}}}
- 金属あるいは有機金属による発生法
有機ハロゲン化物に、金属単体や低電子価の金属錯体、あるいは他の有機金属を作用させて、カルバニオン性を有する有機金属を発生させることができる。グリニャール試薬、有機リチウムなどはこの方法で得られる。

## 物性、反応性
カルバニオンは求核剤である。カルバニオンの安定性や反応性はいくつかの要因により決まる。例えば、
- 誘起効果
中心炭素の近傍に電気陰性度の高い原子や電子求引性基が存在すると、カルバニオンは安定化される。トリフルオロメチル基によるカルバニオンの安定化は、この効果による。
- 混成
中心炭素の s 性が高い場合、カルバニオンは安定となる。
（安定 ← sp > sp2 > sp3 → 不安定) すなわち、アセチリドアニオンは比較的安定である。
- 共役・共鳴
共役・共鳴の効果により、カルバニオンは非局在化・安定化される。ベンジルアニオン、シクロペンタジエニルアニオンなどで、その効果は著しい。β位にケイ素などのヘテロ原子が存在する場合、α位の炭素との結合にともない生じている σ* 軌道が、カルバニオンの孤立電子対を安定化させる効果がある。
カルバニオンの安定性は、共役酸の pKa 値（酸解離定数 Ka を対数化した値。-log10Ka）で評価される。
カルバニオンは E1cB 脱離反応などの一時的な反応中間体として、有機反応にあらわれる。また、グリニャール試薬、有機リチウムなどの形で、有機金属化学にあらわれる。しかし、安定な「真の」カルバニオンが単離・結晶化された例がある。1984年に Olmstead らは、ジフェニルメタンと n-ブチルリチウム、 12-クラウン-4 から、ジフェニルメチルアニオンのリチウム-クラウンエーテル塩（[Li(12-crown-4)2][CHPh2]）を得た。その結晶構造では、通常の有機リチウムとは異なり、リチウムイオンはクラウンエーテルに取り込まれてしまっているため、カルバニオンはほぼ裸の状態で存在している。また、2個のベンゼン環と共鳴・非局在化するために、そのカルバニオンは sp2 混成の平面型をとっている。同著者らは、トリフェニルメタンからも同様の結晶（[Li(12-crown-4)2][CPh3]）を得た。[1]